# Benedict Oberhauser
 (juillet 2024).
Pour les articles homonymes, voir Oberhauser.
Benedict Oberhauser (né le 25 janvier 1719 à Waizenkirchen, mort le 20 avril 1786 à l'abbaye de Lambach) est un moine bénédictin et juriste autrichien.

## Biographie
Oberhauser étudie dans les universités d'Ingolstadt, de Salzbourg et de Vienne. En 1739, il entre à l'abbaye de Lambach et dans l'ordre bénédictin. Le 13 novembre 1740, il y prononce ses vœux religieux. Il est ordonné prêtre le 12 mai 1743. Dans la période suivante, il occupe la charge de forestier de l'abbaye, tout en poursuivant ses études de droit canonique.
En 1753, Oberhauser accepte une chaire de philosophie théorique à l'université de Salzbourg. En 1755, il y devient professeur de droit canonique. Il fait néanmoins un bref séjour au séminaire de Strasbourg où il découvre le gallicanisme et le jansénisme qu'il adopte. Après avoir obtenu son doctorat en droit le 26 février 1760, il accepte la même année une nomination comme professeur de droit canonique et ecclésiastique à l'université de Fulda, mais avec la réserve qu'il pourrait retourner à Salzbourg à tout moment.
Son enseignement est d'abord bien accueilli à Fulda, mais comme il considère la portée de la Curie romaine comme limitée par rapport à l'État et écrit et enseigne donc contre l'ultramontanisme, il se trouve exposé à l'hostilité notamment des Jésuites, à une interdiction papale d'enseigner. Il démissionne de sa chaire en 1764-1765 et quitte Fulda. Il refuse plusieurs offres d'autres universités. 
Les ouvrages Praelectiones canonicae juxta titulos librorum decretalium ex monumentis, auctoribus et controversiis melioris notae publié en 1762, Theses ex jure canonico: ex historia de processu judiciali antiquo, Theses canonicæ in proemium juris canonici, de legum materia, Theses ex jure canonico et civili: ex historia juris ecclesiastici, Theses canonicæ de usu sacrae potestatis maxime in Germania. Generalia ex historia, sont mis à l’Index librorum prohibitorum par décret le 16 février 1764 à 1900.
Oberhauser retourne à l'abbaye de Lambach. Il continue à travailler comme écrivain de droit canonique. Il est personnellement encouragé à le faire par le prince archevêque de Salzbourg, Hieronymus von Colloredo-Mansfeld. Il le nomme au conseil spirituel le 2 novembre 1776.
Son épitaphe l'appelle « celebratissimus canonici juris consultorum in Austria coriphaeus, ultramontistarum validissimus malleus » ("chef le plus célèbre des savants du droit canonique en Autriche et le marteau le plus puissant contre les ultramontains").